# Das Gesetz der Liebe
Das Gesetz der Liebe ist ein 1944 entstandener deutscher Spielfilm von Hans Schweikart. Die Hauptrollen spielen Hilde Krahl, Ferdinand Marian und Paul Hubschmid. Der Geschichte liegt der gleichnamige Roman (1936) von Fred Andreas zugrunde.

## Handlung
Berlin im Jahre 1805. Die junge Madeleine Frisius ist von daheim ausgerissen, um in der großen, weiten Welt Karriere als Opernsängerin zu machen. Unterwegs wird sie aufgegriffen und auf eine Polizeiwache gebracht. Dort lernt sie den gütigen Leutnant von Gorschewski kennen, der sie nach kurzer Befragung weiterreisen lässt. Im Ballhaus der ziemlich anrüchigen Madame Templin findet Madeleine ihr erstes Engagement als Sängerin. Dieses Etablissement und die hier verkehrenden Gäste missfallen der Nachwuchschanteuse so sehr, dass sie heilfroh ist, Leutnant Gorschewski wiederzusehen, der sie zu sich mit nach Hause nimmt. Dort lernt Madeleine Frisius den schmucken Premierleutnant Hofstede kennen. Damit der junge Offizier keinen schlechten Eindruck von seiner Begleitung bekommt, stellt Gorschewski ihm Madeleine als seine Cousine vor. Beide verlieben sich ineinander und werden rasch ein Paar. Als er von Madeleines wahrer Herkunft und ihrem Auftritt bei Madame Templin erfährt, ist Hofstede, der in sehr viel nobleren Kreisen verkehrt, einerseits ein wenig düpiert, will andererseits nicht, dass etwaige Vorurteile das junge Glück beschädigen. Um sie aus ihren Ballhaus-Kreisen herauszuholen, bringt Hofstede Madeleine erst einmal bei seiner Schwester, Frau Kettler, unter. Hofstede plant, in absehbarer Zeit Sängerin Madeleine zu heiraten.
Wenig später lernt Madeleine einen schmierigen und aalglatten Franzosen namens Pistolecron kennen, der Madeleine bereits im Ballhaus gesehen hatte. Dieser Baron arbeitet als napoleonischer Spion und ist auf dem Wege nach Paris, um dort von den Preußen gestohlene Geheimpapiere abzuliefern. Als Begleitung, die ihn unverdächtig erscheinen lässt, bietet sich Madeleine an. Hofstede, der von Madeleines Abreise erfahren hat, reist beiden unverzüglich nach Paris nach und stellt dort den verschlagenen Baron, dem er sich als Graf Eldach vorstellt. Pistolecran, der weiß, wann er einen gefährlichen Gegner vor sich hat, riecht bald Lunte und versucht, mehr über den falschen Grafen Eldach herauszufinden. Der Franzose merkt recht schnell, dass Eldach nicht Eldach sein kann und dass Hofstede ganz offensichtlich der Geliebte „seiner“ Madeleine sein muss. Leutnant Hofstede wiederum decouvriert die wahre Identität des Spions und seine finstere Absicht und entwendet ihm die gestohlenen Geheimpapiere. Dabei wird er von Pistolecran beobachtet. Pistolecran stellt Hofstede vor die Entscheidung: Entweder die Papiere oder Madeleine. Als er erkennt, dass Hofstede von dem (titelgebenden) Gesetz der Liebe geleitet wird, lässt er diesen ziehen und wirft die gestohlenen Dokumente in den brennenden Kamin. Leutnant Hofstede und Madeleine kehren nach Berlin heim.

## Produktionsnotizen
Die Dreharbeiten begannen am 23. Mai 1944 und wurde Ende August desselben Jahres abgeschlossen. Gedreht wurde in den Hostiwar-Ateliers in Prag. Bei Kriegsende 1945 war der Film zensurbereit, dazu kam es jedoch nicht mehr. Die Uraufführung fand am 30. Dezember 1949 in Erlangen statt. Berliner Premiere war am 5. Mai 1950 im Westteil der Stadt.
Herstellungsgruppenleiter Gerhard Staab wirkte hier auch als Herstellungs- und Produktionsleiter. Hans Sohnle gestaltete die Filmbauten, Bert Hoppmann die Kostüme. Werner Jacobs war Schweikarts Regieassistent. Emil Specht sorgte sich um den Ton.
Hilde Krahl sang das Lied „Muss Dein Liebster einmal fort von Dir“.

## Kritik
Der Filmdienst befand: „Gelegentlich arg sentimentales Spionage- und Liebesdrama mit vagem politischem Hintergrund, mit Tempo und Temperament inszeniert und gut gespielt.“